# Вілсон (округ, Теннессі)
Шаблон:StateAbbr_ 36°10′ пн. ш. 86°18′ зх. д. / 36.16° пн. ш. 86.3° зх. д.
Округ  Вілсон (англ. Wilson County) — округ (графство) у штаті  Теннессі, США. Ідентифікатор округу 47189.

## Історія
Округ утворений 1799 року.

## Демографія
За даними перепису 2000 року загальне населення округу становило 88809 осіб, зокрема міського населення було 47442, а сільського — 41367. Серед мешканців округу чоловіків було 43830, а жінок — 44979. В окрузі було 32798 домогосподарств, 25595 родин, які мешкали в 34921 будинках. Середній розмір родини становив 3,03.
Віковий розподіл населення поданий у таблиці:
| Стать    | До 15 років | 15-21 | 22-29 | 30-39 | 40-49 | 50-65 | 65-85 | Понад 85 |
| -------- | ----------- | ----- | ----- | ----- | ----- | ----- | ----- | -------- |
| Чоловіки | 9939        | 4161  | 4140  | 7127  | 7319  | 7582  | 3291  | 271      |
| Жінки    | 9493        | 3806  | 4121  | 7631  | 7500  | 7410  | 4280  | 738      |

## Суміжні округи
- Трусдейл — північ
- Сміт — північний схід
- Декальб — схід
- Кеннон — південний схід
- Резерфорд — південь
- Девідсон — захід
- Самнер — північний захід

## Виноски
1. ↑  U.S. Decennial Census. United States Census Bureau. Архів оригіналу за 4 квітня 2018. Процитовано 14 квітня 2015.
2. ↑  Historical Census Browser. University of Virginia Library. Архів оригіналу за 11 серпня 2012. Процитовано 14 квітня 2015.
3. ↑  Forstall, Richard L., ред. (27 березня 1995). Population of Counties by Decennial Census: 1900 to 1990. United States Census Bureau. Архів оригіналу за 21 лютого 2015. Процитовано 14 квітня 2015.
4. ↑  Census 2000 PHC-T-4. Ranking Tables for Counties: 1990 and 2000 (PDF). United States Census Bureau. 2 квітня 2001. Архів оригіналу (PDF) за 18 грудня 2014. Процитовано 14 квітня 2015.
5. ↑  State & County QuickFacts. United States Census Bureau. Архів оригіналу за 21 лютого 2016. Процитовано 7 грудня 2013.(англ.) Наведено за англійською вікіпедією.
6. ↑  American FactFinder. Бюро перепису населення США. Архів оригіналу за 26 лютого 2012. Процитовано 31 січня 2008.

| США | Це незавершена стаття з географії США. Ви можете допомогти проєкту, виправивши або дописавши її. |